# Albert (supermarket)
Albert – sieć supermarketów i hipermarketów, należących do przedsiębiorstwa Ahold Delhaize, działająca w przeszłości w Polsce. Sieć działa wyłącznie na terenie Czech (Albert Czech Republic).
Asortyment sklepu stanowią artykuły spożywcze oraz tzw. chemia domowa. W końcu 2006 r. polska sieć (178 sklepów) została kupiona przez Carrefour Polska, natomiast w Czechach działa nadal (w 2009 przejęła hipermarkety Hypernova) i posiada ponad 280 sklepów (supermarkety i hipermarkety) oraz ponad 20 stacji paliw.

## Historia
Przedsiębiorstwo (wówczas jako Euronova) otworzyło swój pierwszy sklep w 1991 roku, pod marką Mana. Ten punkt, zlokalizowany w Igławie, stał się pierwszym supermarketem w ówczesnej Czechosłowacji.
W 2005 roku koncern Ahold przejął 56 punktów sprzedaży austriackiej sieci Julius Meinl, kiedy ta zakończyła działalność na rynku czeskim. W 2009 roku doszło do porzucenia marki Hypernova, którą zastąpiła marka Albert Hypermarket.
W marcu 2014 przedsiębiorstwo Ahold Czech Republic przejęło 35 hipermarketów i 14 supermarketów sieci Spar. Tym samym Albert został największą siecią supermarketów na terenie Czech (istnieje około 330 punktów sprzedaży).